# Predrag Luka
Predrag Luka (in serbo Пpeдpaг Лукa?; Požarevac, 11 maggio 1988) è un calciatore serbo, centrocampista dell'RSK Rabrovo.

## Caratteristiche tecniche
Gioca prevalentemente come esterno destro, ma può essere impiegato come trequartista dietro le punte.

## Carriera

### Club
Luka ha iniziato la sua carriera tra la fila del Mladi Radnik, giocando ben 140 partite condite da 29 gol fra il 2004 ed il 2010. Nel 2009 ha contribuito alla storica promozione del club in Superliga. L'anno successivo, dopo la retrocessione, ha firmato per il Rad Belgrado.
Con il club di Belgrado ha disputato 3 stagioni, giocando 65 partite con 12 gol. Nel maggio 2011, durante un match contro lo Smederevo, si è rotto una gamba durante un contrasto con un avversario.
Nel febbraio 2013 ha firmato un contratto di 3 anni e mezzo con il Partizan. Segna la prima rete con il nuovo club il 7 agosto contro il Donji Srem.

## Palmarès

### Club
- Campionato serbo: 1

Partizan: 2012-2013